# 九龍巴士29M線

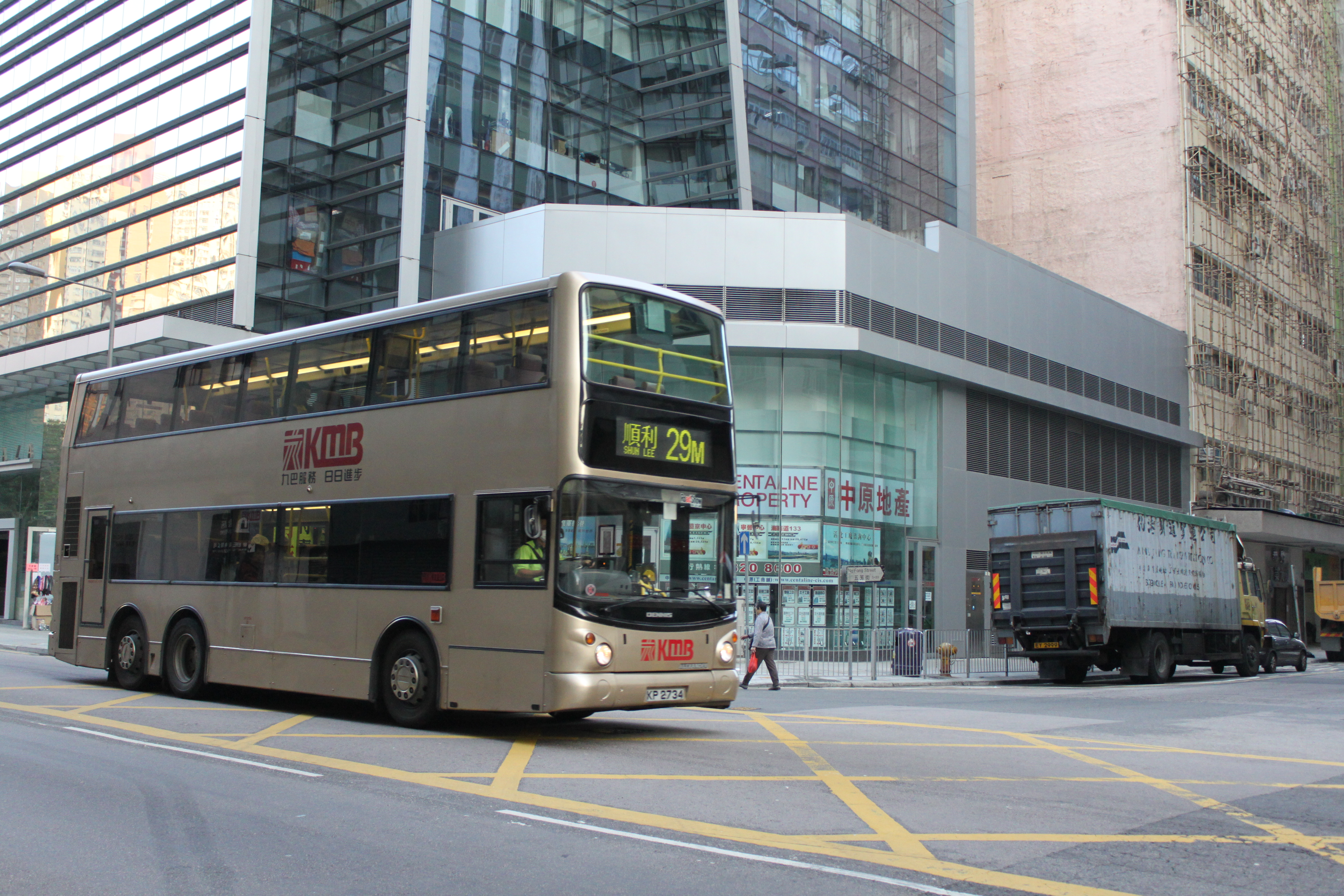
本線途徑大有街

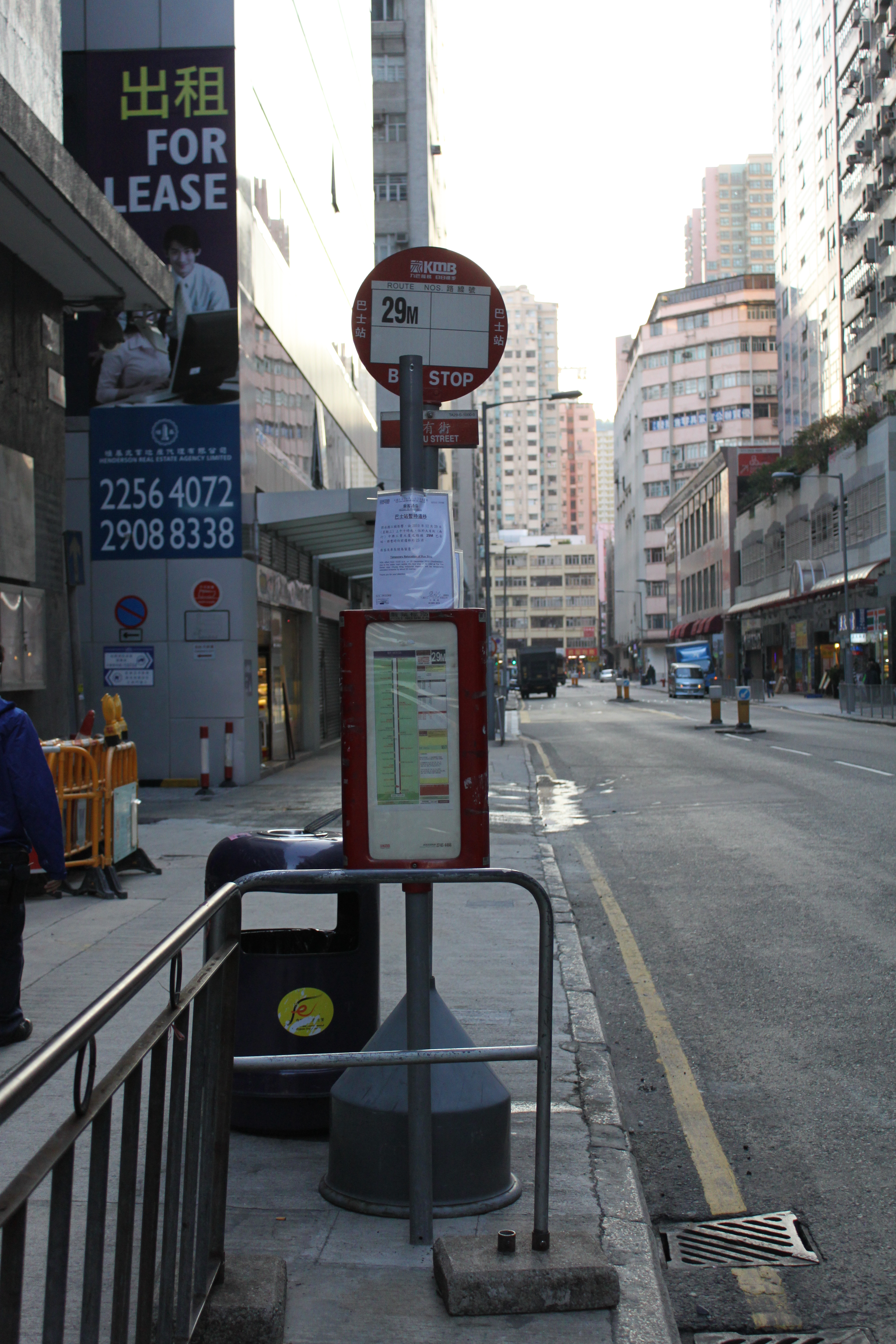
本線大有街分站

九龍巴士29M線是香港九龍一條來往四順區的順利邨和新蒲崗的路線，為兩區居民提供短程的服務，在早上和黃昏的放學時間，亦為四順區的學生提供出入彩虹站的接駁路線。

## 歷史
- 1980年2月10日，投入服務，編號為29，來往彩虹至順利。
- 1986年6月27日，九龍巴士29線改號碼至29M，並由來往彩虹至順利改為來往順利至新蒲崗（循環線）並取代九巴九龍巴士11M線（鑽石山地鐵站至新蒲崗（循環線））。
- 1989年1月12日，配合觀塘繞道工程，途經景泰街後改走太子道東、清水灣道。
- 2001年7月25日開始提供空調巴士服務。
- 2003年8月30日起改為全空調服務。
- 2008年6月8日，全程車費從$3.5加至$3.7。
- 2009年10月21日，新增牛池灣街市一站。
- 2011年5月15日，全程車費從$3.7加至$3.9。
- 2013年3月17日，全程車費從$3.9加至$4.1。
- 2014年7月6日，全程車費從$4.1加至$4.3。
- 2014年11月1日，取消彩雲聖若瑟小學一站[1]。
- 2014年12月1日，重設彩雲聖若瑟小學一站[2]。
- 2015年6月27日：增設到站時間預報。[3]
- 2021年4月4日，全程車費從$4.3加至$4.6。
- 2024年1月6日：往順利方向不再繞經新蒲崗公共交通總站，改經彩虹道「四美街」巴士站。[4]

## 服務時間及班次
| 順利開           | 順利開      | 順利開       |
| 日期             | 服務時間    | 班次（分鐘） |
| ---------------- | ----------- | ------------ |
| 星期一至五       | 05:50-06:26 | 12           |
| 星期一至五       | 06:26-06:56 | 10           |
| 星期一至五       | 06:56-09:54 | 7/8          |
| 星期一至五       | 09:54-10:30 | 9            |
| 星期一至五       | 10:30-11:00 | 10           |
| 星期一至五       | 11:00-11:27 | 9            |
| 星期一至五       | 11:27-17:02 | 7/8          |
| 星期一至五       | 17:02-18:24 | 6/7          |
| 星期一至五       | 18:24-19:58 | 7/8          |
| 星期一至五       | 19:58-22:34 | 12           |
| 星期一至五       | 22:34-23:00 | 13           |
| 星期一至五       | 23:00-00:00 | 20           |
| 星期六           | 05:50-06:50 | 15           |
| 星期六           | 06:50-07:54 | 8            |
| 星期六           | 07:54-09:11 | 7            |
| 星期六           | 09:11-21:00 | 8/9          |
| 星期六           | 21:00-23:00 | 12           |
| 星期六           | 23:00-00:00 | 20           |
| 星期日及公眾假期 | 05:50-06:50 | 15           |
| 星期日及公眾假期 | 06:50-08:50 | 12           |
| 星期日及公眾假期 | 08:50-10:00 | 10           |
| 星期日及公眾假期 | 10:00-18:05 | 7-9          |
| 星期日及公眾假期 | 18:05-21:15 | 10           |
| 星期日及公眾假期 | 21:15-21:48 | 11           |
| 星期日及公眾假期 | 21:48-23:00 | 12           |
| 星期日及公眾假期 | 23:00-00:00 | 20           |

## 收費
全程：$4.8
| - 本線設有12歲以下小童及65歲或以上長者半價優惠。 - 65歲或以上香港居民使用「樂悠咭」，以及12歲以下合資格殘疾兒童使用「殘疾人士身份」個人八達通繳付車資，均可享有每程$2.0或半價（以較低者為準）的票價優惠；12至64歲合資格殘疾人士使用「殘疾人士身份」個人八達通（包括「樂悠咭」），以及60至64歲香港居民使用「樂悠咭」繳付車資，均可享有每程$2.0或全費（以較低者為準）的票價優惠。 - 65歲或以上長者如使用長者或一般個人八達通繳付車資，則只可享有半價優惠；12至64歲合資格殘疾人士如不使用「殘疾人士身份」個人八達通，以及60至64歲人士如不使用「樂悠咭」繳付車資，必須繳付全費。 - 乘客可以現金或八達通於上車時付款，不設找續。 - 每位成人乘客可免費攜帶最多兩名4歲以下而不佔座位的兒童乘客乘車，超額之4歲以下小童必須繳付小童車費乘車。 - 持有「九巴月票」之乘客在車票有效期內，每日可享最多10程任何九龍巴士及龍運巴士路線（包括本路線，以及聯營路線的九龍巴士／龍運巴士提供的班次；惟乘搭機場「A」及「NA」線則可享原價二七折優惠（不會計算每天10次合資格車程））；而B1線則每日可享最多各2程（不會計算每天10次合資格車程）。 - 九龍巴士、城巴、龍運巴士及陽光巴士全職員工及家屬（不包括外判職員）可免費乘搭本路線，惟必須拍職員或職員家屬八達通。 - 乘客亦可透過多元化電子支付系統（e度嘟）繳付車資，包括使用非接觸式VISA卡、JCB卡、萬事達卡、銀聯卡、美國運通、大來國際、Discover Card、Apple Pay、Google Pay、Samsung Pay、AlipayHK「易乘碼」、支付寶、WeChatHK／微信支付「搭車碼」、銀聯雲閃付「乘車碼」及BOC Pay「乘車碼」。乘客使用此付款方式，使用此支付方式的乘客可享有中途下車之分段收費，以及與其他九巴／龍運獨營路線或聯營線九巴／龍運班次之轉乘優惠，惟不適用於與非九巴／龍運路線之轉乘優惠，亦不能享有「公共交通費用補貼計劃」及「長者及合資格殘疾人士公共交通票價優惠計劃」。 |

### 八達通巴士轉乘計劃
乘客登上本線後150分鐘內以同一張八達通卡轉乘以下路線，或從以下路線登車後150分鐘內以同一張八達通卡轉乘本線，次程可獲$4.2車資折扣優惠：
29M←→新界區巴士路線
- 29M → 38、40(A)、40P、42C、62X、74A、74X/B/D/P、80、80X、83X、88、89、89B、89C、89D、89X、258D、259D、268C/A、(2)69C、277X/A、277E/P或290/290A/290X往新界
- 38、40(A)、40P、42C、62X、74A、74X/C/D、80(P)、80X、83X/A、88、89、89B、89C、89D/P、89X、258D/P/S、259D、268C/A、(2)69C、277X/A、277E/P往九龍或290(A/X)往將軍澳 → 29M

本線↔258D/259D可同時享用屯門公路轉車站轉乘優惠
本線↔268C/269C可同時享用大欖隧道轉乘優惠

## 使用車輛
現時本線使用4輛Enviro500 12米（ATEU）及2輛Enviro500 MMC 12米（ATENU）行走本線。
| 車隊編號 | 車牌   |
| -------- | ------ |
| ATEU12   | PG9874 |
| ATEU17   | PJ4660 |
| ATEU19   | PJ5118 |
| ATEU20   | PJ5714 |
| ATENU347 | TA8550 |
| ATENU729 | TR8734 |

## 行車路線

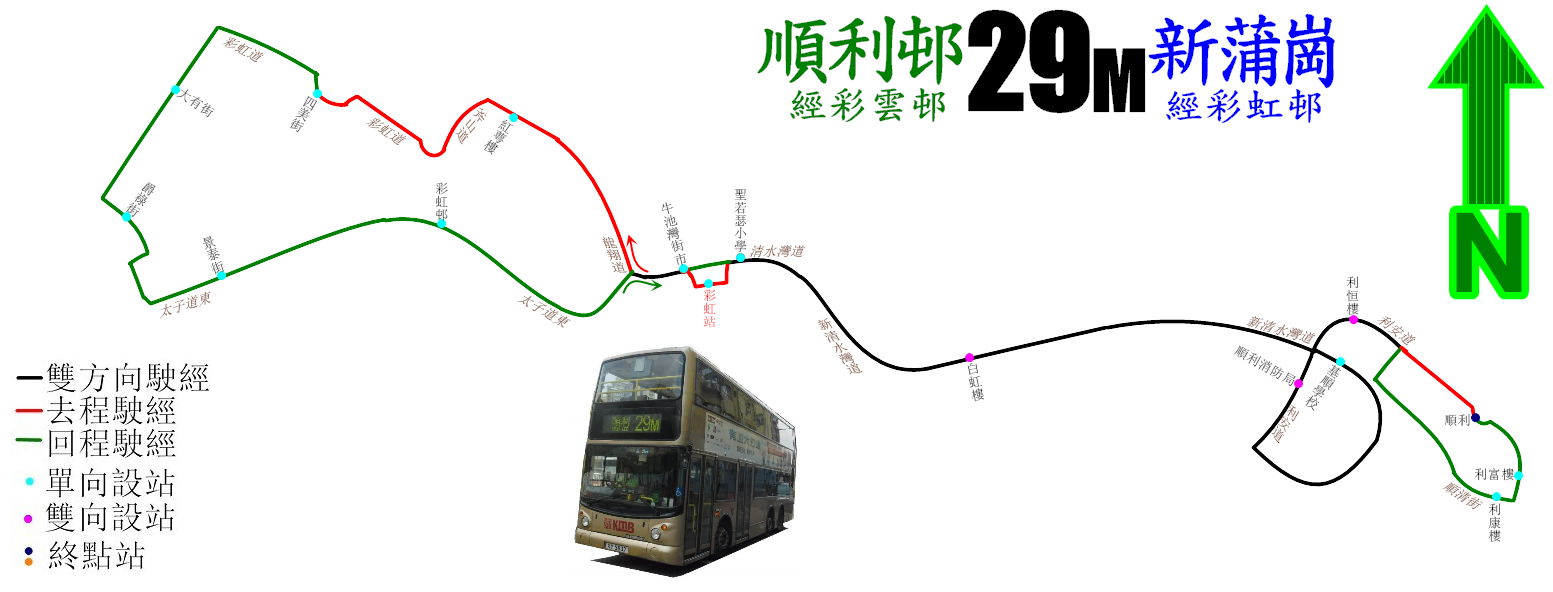
29M線的走線圖

經：利安道、新清水灣道、清水灣道、龍翔道、斧山道、彩虹道、大有街、爵祿街、景福街、景泰街、太子道東、清水灣道、新清水灣道、利安道、新利街、順清街、順景街及利安道。

### 沿線車站
| 順利開 | 順利開                                 | 順利開             |
| 序號   | 車站名稱                               | 位置               |
| ------ | -------------------------------------- | ------------------ |
| 1      | 順利巴士總站                           | 順利巴士總站       |
| 2      | 順利邨利樓                             | 利安道             |
| 3      | 順利消防局                             | 利安道             |
| 4      | 彩雲邨白虹樓                           | 新清水灣道         |
| 5      | 牛池灣轉車站－彩虹站（K5月台）         | 坪石公共運輸交匯處 |
| 6      | 牛池灣轉車站－彩虹邨紅萼樓（H5月台）   | 龍翔道             |
| 7      | 四美街                                 | 彩虹道             |
| 8      | 大有街                                 | 大有街             |
| 9      | 爵祿街                                 | 爵祿街             |
| 10     | 景泰街                                 | 太子道東           |
| 11     | 彩虹邨                                 | 太子道東           |
| 12     | 牛池灣轉車站－牛池灣街市（F1月台）     | 新清水灣道         |
| 13     | 牛池灣轉車站－彩雲聖若瑟小學（E2月台） | 新清水灣道         |
| 14     | 彩雲邨白虹樓                           | 新清水灣道         |
| 15     | 基順學校                               | 新清水灣道         |
| 16     | 順利消防局                             | 利安道             |
| 17     | 順利邨利樓                             | 利安道             |
| 18     | 順利邨利康樓                           | 順清街             |
| 19     | 順利邨利富樓                           | 利安道             |
| 20     | 順利巴士總站                           | 順利巴士總站       |

## 意外事件
- 1995年11月9日：晚上8時許，彩虹道近大有街一幢拆卸中的工廠大廈（利開工業大廈，現址為勤達中心）有一塊磚牆塌下，一輛往新蒲崗方向的巴士正在燈位停下，繼而被磚牆擊中，上層2名女乘客1死1傷。

## 外部連結
- 九巴29M線官方網站路線資料 （页面存档备份，存于）